# ICS Vortex
Né le 4 mars 1974 à Oslo, Simen Hestnaes (alias ICS Vortex) est un musicien actif de la scène metal norvégienne. En 1991, il forme le groupe de doom metal Lamented Souls, dans lequel il est à la fois chanteur et guitariste. Mais c'est en 1997 que Simen Hestnaes commence à faire parler de lui, étant invité par le groupe de metal avant-gardiste Arcturus pour chanter sur trois titres de l'album La Masquerade Infernale (Master Of Disguise, The Chaos Path et Painting My Horror). Cette même année, Kristoffer "Garm" Rygg le désigne pour le remplacer au sein de Borknagar au poste de chanteur. En 1998, Vortex s'occupera aussi des parties de basse à la suite du départ de Kai K. Lie.
En 1999, Vortex rejoint le groupe de black metal symphonique Dimmu Borgir au poste de bassiste et accompagne Shagrath au chant sur certaines chansons. Il quitte l'année suivante Borknagar pour se consacrer complètement à Dimmu Borgir.
En 2004, son groupe Lamented Souls, sort une compilation, The Origins Of Misery. En 2005, Simen Hestnaes intègre Arcturus en remplacement de Øyvind Hægeland (Spiral Architect). En 2007, il rejoint le groupe de metal avant-gardiste Code, en compagnie de son ancien partenaire dans Borknagar, Asgeir Mickelson. En 2009, il est expulsé du groupe Dimmu Borgir tout comme Mustis, le clavériste.
Il est marié à Lise Myhre, auteur de la bande dessinée Nemi, et a eu un fils, Storm, en 2007.
Il a ensuite décidé d’entamer une carrière solo, son premier album Storm Seeker est sorti en août 2011.

## Discographie

### En tant qu'invité
- Arcturus : La Masquerade Infernale (1997) (Chant sur Master Of Disguise, The Chaos Path et Painting My Horror)
- Dimmu Borgir : Spiritual Black Dimensions (1999) (Chant sur Reptile, Dreamside Dominions, The Insight and the Catharsis et Arcane Lifeforce Mysteria)
- Dagoba : What Hell Is About (2006) (Chant sur It's All About Time et The White Guy (Suicide))

### En tant que membre permanent
- Borknagar : The Archaic Course (1998)
- Borknagar : Quintessence (2000)
- Dimmu Borgir : Puritanical Euphoric Misanthropia (2001)
- Dimmu Borgir : Death Cult Armageddon (2003)
- Lamented Souls : The Origins Of Misery (2004)
- Arcturus : Sideshow Symphonies (2005)
- Dimmu Borgir : In Sorte Diaboli (2007)
- Borknagar : Urd (2012)
- Arcturus : Arcturian (2015)